# Muszezib-Marduk (książę)
Muszezib-Marduk (akad. Mušezib-Marduk) − babiloński książę, syn Nabuchodonozora II (604-562 p.n.e.). Wymieniony jako syn królewski (akad. mār šarri) w kontrakcie z 41. roku panowania jego ojca.